# Аксайская переправа
Аксайская переправа — военный стратегический объект во время Великой Отечественной войны через реку Дон, состоявший из трёх мостов и одного парома.

## История
Переправа у бывшей станицы существовала ещё в Области Войска Донского и через неё проходил почтовый тракт на Кавказ. Её основой был наплавной плашкоутный мост, который соединял правый берег Дона с Ольгинской дамбой. Почтовыми трактами к Аксайской переправе и далее на Кавказ шли ссыльные декабристы: А. И. Полежаев, А. А. Бестужев и другие. В 1823 году ехал к минеральным водам будущий композитор М. И. Глинка, который в своем дневнике упомянул аксайскую переправу через Дон.
Переправа являлась стратегическим объектом в Гражданскую войну, когда мост пострадал, долгое время ремонтировался и переправа осуществлялась небольшим паромом, передвигавшимся вручную по тросу, и плоскодонными лодками, принадлежавшими частникам. Только в 1934 году был построен новый плашкоутный мост по проекту инженера К. Г. Терещенко.
Когда в первые месяцы Великой Отечественной войны немецкая авиация разбомбила железнодорожные мосты в Ростове-на-Дону, было принято решение о строительстве Аксайского железнодорожного обвода, который состоял из временного деревянного моста, возведенного ниже Аксайского стекольного завода и одноколейного пути от Аксая до Батайска, проложенного по Ольгинской дамбе. Дополнительно к ним существовал ещё небольшой наплавной мост через реку Аксай. Паром грузоподъёмностью 16 тонн был наведён 35-м отдельным моторизированным понтонно-мостовым батальоном под командованием майора Б. Д. Номинаса.
Боевые действия возле станицы Аксайской начались 19 ноября 1941 года, где оборону держал 1177-й стрелковый полк под командованием майора Ф. Г. Рыбкина. В течение двух дней полк отбивал атаки подразделений немецкой 60-й пехотной моторизованной дивизии. В ночь на 21 ноября немцы прорвали советскую оборону и стали продвигаться в станицу. Полк получил приказ командира 347-й стрелковой дивизии полковника Н. И. Селивёрстова отвести подразделения на левый берег Дона. Прикрывала отходящие части РККА 70-я кавалерийская дивизия полковника Н. М. Юрчика. Оборону переправы осуществляли 196-й кавалерийский полк и взвод 230-го полка НКВД. В итоге боевых действий 60-я моторизованная дивизия вермахта захватила станицу.
После отступления наших войск все мосты (железнодорожный, плашкоутный и наплавной) были частично подорваны. Полностью их уничтожать ни одна из сторон не собиралась, так как обе они планировали в дальнейшем использовать эти мосты в своих целях. После пополнения и перегруппировки частей войска 56-й и 9-й армий РККА начали наступление на Ростов и станицу Аксайскую. Части 353-й стрелковой дивизии и 16-й стрелковой бригады во взаимодействии с частями Новочеркасской оперативной группы к утру 29 ноября освободили станицу. К тому времени на Дону уже появился лед, по которому пехотинцы могли передвигаться, не используя мосты. 29 ноября был отремонтирован плашкоутный мост для переправы на правый берег танков только что прибывшей 54-й танковой бригады. Но переправить удалось лишь несколько машин, так как из-за налётов немецкой авиации мост был повреждён. Из-за этого остальные подразделения 54-й танковой бригады были вынуждены искать переправы в других местах.

Немецкая аэрофотосъёмка Аксайской переправы, 1941 год
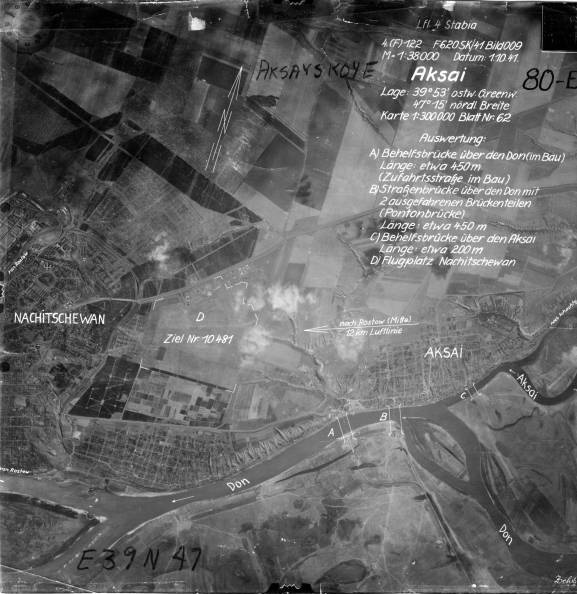
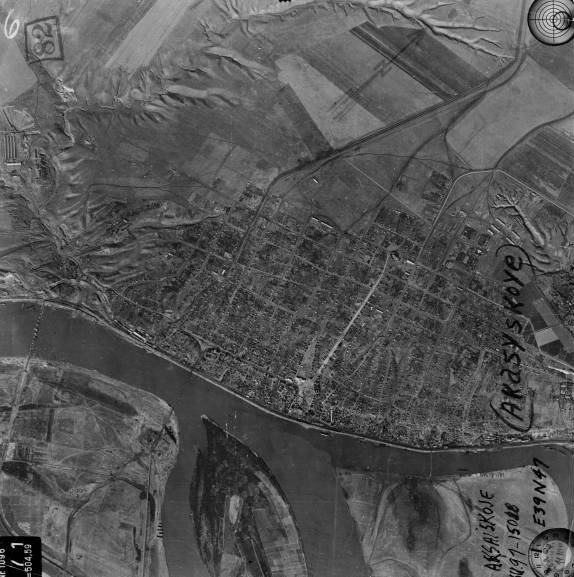

После освобождения станицы Аксайской началось восстановление мостов и парома, которые был разрушены в ходе боёв 1941 года. Летом 1942 года ситуация на фронте начала складывается крайне неудачно для Красной Армии — войска начали отступление на Кавказ и к Сталинграду. К июлю 1942 года переправа в станице Аксайской снова стала играть важную роль для отступающих советских войск. Немцы стремились в первую очередь уничтожить переправы через реку Дон, включая и Аксайскую. Они беспрерывно бомбили все переправы Красной Армии. К 25 июля немецкой авиацией переправа в станице Аксайской была уничтожена. За время работы переправы через неё прошли 115 157 человек, перевезли 58 орудий, 98 миномётов и 16 танков, а также большое количество машин и повозок.
В боевых действиях на Аксайской переправе в июле 1942 года принимал участие будущий известный советский и российский актёр театра и кино Владимир Этуш. В 1985 году он приезжал в Аксай на торжественное открытие памятника «Переправа» — в Аксайском музее хранится его фотография у этого памятника, на которой Владимир Абрамович оставил свою дарственную подпись.

## Память
- В настоящее время в Аксае работает Аксайский военно-исторический музей с подземными каменными помещениями и мемориальным комплексом «Переправа», являющиеся достопримечательностью и объектом туризма Ростовской области.

- В городе на улице Гулаева имеется памятник, посвящённый воинам, погибших на Донских переправах.[2][10]

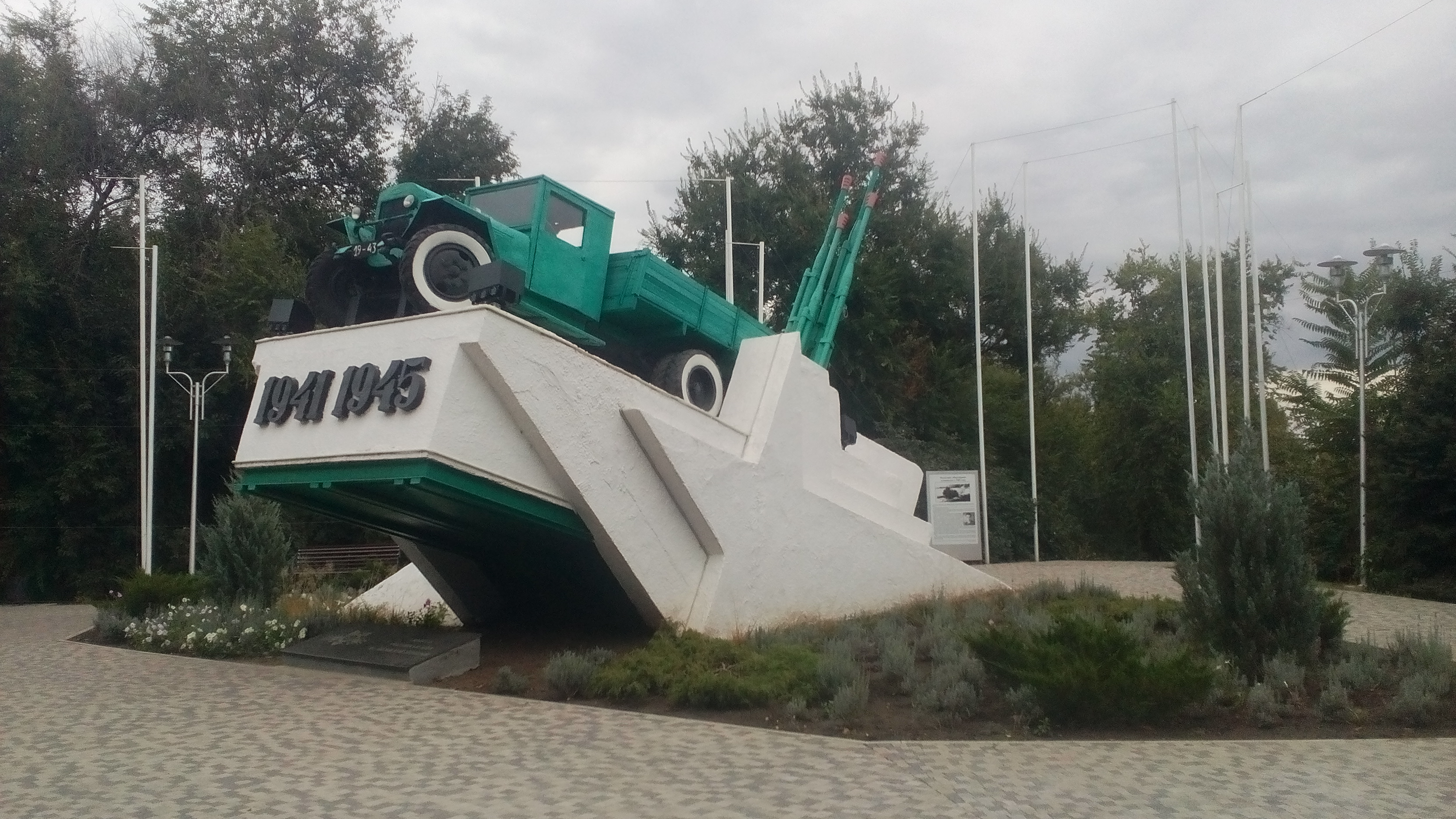
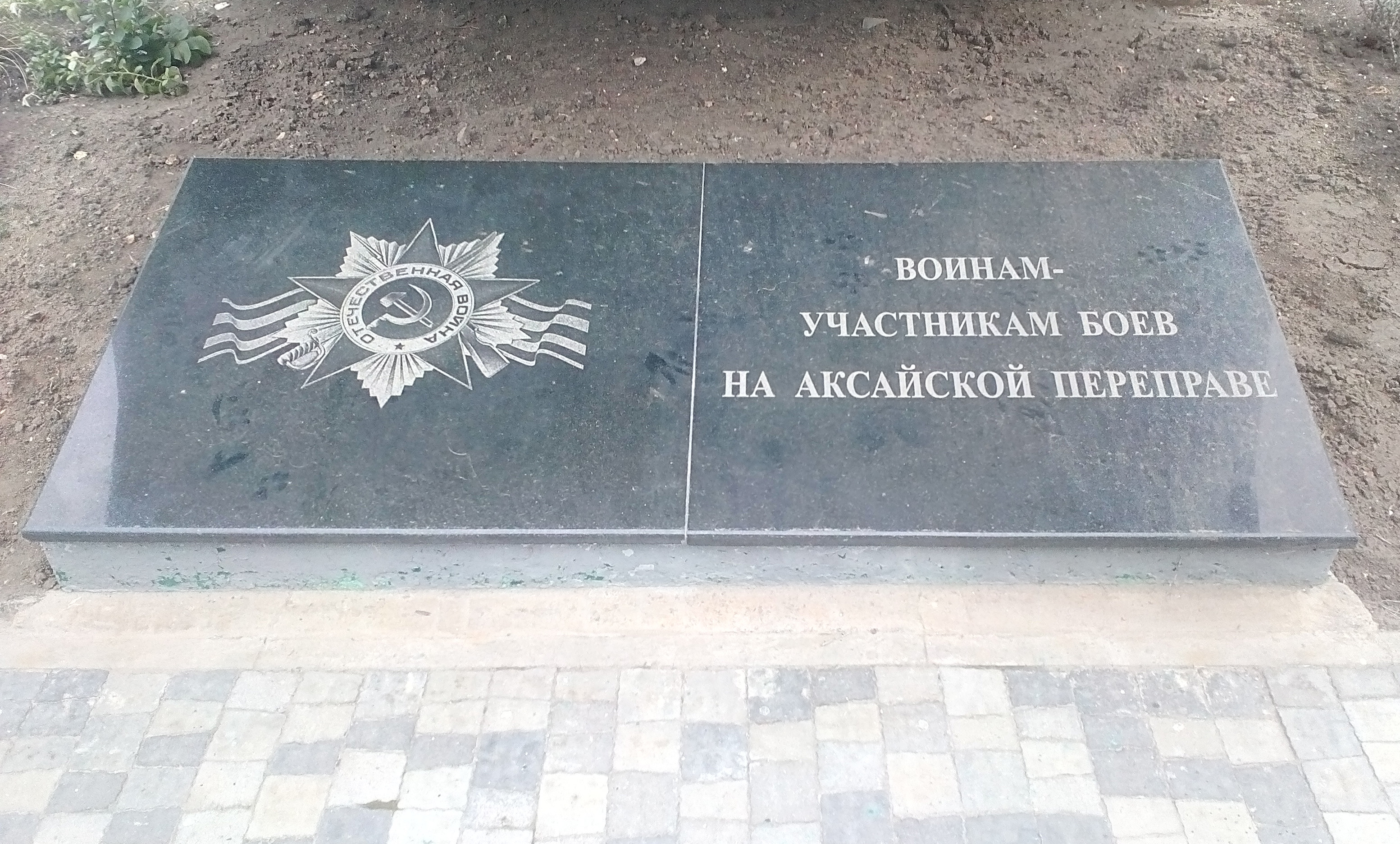